# Liste der längsten nationalen Fußball-Meister- und Pokalserien der Männer
Die Liste der längsten nationalen Fußball-Meister- und Pokalserien der Männer führt, getrennt nach Kontinenten, alle Klubs auf die mindestens jeweils sieben Titel in der nationalen Meisterschaft oder fünf Erfolge im nationalen bzw. Verbandspokal in Serie errungen haben. Berücksichtigt werden jene Länder bzw. Verbände die Mitglieder der FIFA oder zumindest assoziierte Mitglieder einer der sechs Kontinentalverbände sind. Serien, die komplett vor Erlangung der Unabhängigkeit eines Landes oder der Aufnahme in die FIFA bzw. des jeweiligen Kontinentalverbandes errungen wurden, finden keine Berücksichtigung. Gezählt werden alle Titelgewinne, unabhängig davon, ob sie in der aktuell existierenden höchsten Spielklasse (Liga) oder einem Vorgänger-Wettbewerb errungen wurden. Bei den Pokalwettbewerben werden nur solche, die vom jeweiligen nationalen Landesverband ausgerichtet werden und allen Klubs – Amateuren, wie Profis – offenstehen, berücksichtigt. Regionale und Ligapokalwettbewerbe werden hingegen nicht berücksichtigt.

## Afrika (CAF)
| Meistertitel | Klub                       | Zeitraum  |
| ------------ | -------------------------- | --------- |
| 9            | Al Ahly Kairo              | 1949–1959 |
| 9            | Hafia FC                   | 1971–1979 |
| 9            | Saint Louis Suns United FC | 1985–1994 |
| 8            | AS Saint-Louisienne        | 1963–1970 |
| 8            | CD Elá Nguema              | 1984–1991 |
| 8            | Al Ahly Kairo              | 2005–2014 |
| 7            | Al Ahly Kairo              | 1994–2000 |
| 7            | Espérance Tunis            | 1998–2004 |
| 7            | Villa SC                   | 1998–2004 |
| 7            | ASEC Mimosas               | 2000–2006 |
| 7            | Al Ahly Kairo              | 2005–2011 |

| Pokalsiege | Klub                       | Zeitraum      |
| ---------- | -------------------------- | ------------- |
| 7          | Djoliba AC                 | 1973–1979     |
| 6          | Wallidan Banjul            | * 1986–1994 * |
| 5          | Club Sportif de Hammam-Lif | 1947–1951     |
| 5          | Vital’O FC                 | 1993–1997     |

* Von 1989 bis 1991 nicht ausgetragen

## Asien (AFC)
| Meistertitel | Klub                    | Zeitraum        |
| ------------ | ----------------------- | --------------- |
| 13           | al-Faisaly              | * 1959–1974 *   |
| 11           | Al-Ansar (Beirut)       | ** 1988–2000 ** |
| 10           | Taiwan Power Company FC | 1995–2004       |
| 9            | Thể Công                | 1971–1979       |
| 8            | Muharraq Club           | 1960–1967       |
| 7            | Seiko SA                | 1979–1985       |
| 7            | Guangzhou FC            | 2011–2017       |

| Pokalsiege | Klub               | Zeitraum          |
| ---------- | ------------------ | ----------------- |
| 7          | Alga Bischkek      | 1997–2003         |
| 7          | Paxtakor Taschkent | 2001–2007         |
| 6          | Muharraq Club      | *** 1961–1967 *** |

* Von 1967 bis 1969 nicht ausgetragen. 

** 1989 nicht ausgetragen. 

*** 1965 nicht ausgetragen 

## Europa (UEFA)
| Meistertitel | Klub                  | Zeitraum        |
| ------------ | --------------------- | --------------- |
| 14           | Skonto Riga           | 1991–2004       |
| 14           | Lincoln Red Imps FC * | 2003–2016       |
| 14           | Ludogorez Rasgrad     | 2012–lfd.       |
| 13           | Rosenborg Trondheim   | 1992–2004       |
| 13           | BATE Baryssau         | 2006–2018       |
| 11           | Dinamo Zagreb         | 2006–2016       |
| 11           | FC Bayern München     | 2013–2023       |
| 10           | MTK Budapest FC       | 1914, 1917–1925 |
| 10           | BFC Dynamo            | 1979–1988       |
| 10           | FC Dinamo Tiflis      | 1990–1999       |
| 10           | FC Pjunik Jerewan     | 2001–2010       |
| 10           | Sheriff Tiraspol      | 2001–2010       |
| 10           | FC Red Bull Salzburg  | 2014–2023       |
| 9            | ZSKA Sofia            | 1954–1962       |
| 9            | Celtic Glasgow        | 1966–1974       |
| 9            | Glasgow Rangers       | 1989–1997       |
| 9            | Dynamo Kiew           | 1993–2001       |
| 9            | Celtic Glasgow        | 2012–2020       |
| 9            | Juventus Turin        | 2012–2020       |
| 8            | FC Basel              | 2010–2017       |
| 8            | The New Saints FC     | 2012–2019       |
| 7            | Olympiakos Piräus     | 1997–2003       |
| 7            | Olympique Lyon        | 2002–2008       |
| 7            | Olympiakos Piräus     | 2011–2017       |
| 7            | APOEL Nikosia         | 2013–2019       |
| 7            | Qarabağ Ağdam         | 2014–2020       |
| 7            | Lincoln Red Imps FC * | 2018–lfd.       |
| 7            | Ferencváros Budapest  | 2019–lfd.       |

| Pokalsiege | Klub                | Zeitraum          |
| ---------- | ------------------- | ----------------- |
| 14         | FC Vaduz            | 1998–2011         |
| 11         | FC Vaduz            | **2013–lfd. ***   |
| 7          | FC Vaduz            | 1956–1962         |
| 6          | Shamrock Rovers     | 1964–1969         |
| 6          | FC Vaduz            | 1966–1971         |
| 6          | FC Dinamo Tiflis    | 1992–1997         |
| 6          | CE Principat        | 1994–1999         |
| 6          | FK Žalgiris Vilnius | ***2012–2016 **** |
| 5          | FC Santa Coloma     | 2003–2007         |

Anmerkungen:
  

## Nord-, Mittelamerika und Karibik (CONCACAF)
| Meistertitel | Klub             | Zeitraum  |
| ------------ | ---------------- | --------- |
| 9            | Club Franciscain | 1999–2007 |
| 7            | SV Robinhood     | 1983–1989 |
| 7            | Real Estelí      | 2007–2014 |

| Pokalsiege | Klub               | Zeitraum  |
| ---------- | ------------------ | --------- |
| 5          | Club Franciscain   | 2001–2005 |
| 5          | North Village Rams | 2002–2006 |

## Südamerika (CONMEBOL)
Bisher wurde in keinem südamerikanischen Land eine Serie von mindestens sieben Meistertiteln oder fünf Pokalsiegen in Folge erreicht.

## Ozeanien (OFC)
| Meistertitel | Klub               | Zeitraum      |
| ------------ | ------------------ | ------------- |
| 15           | Tafea F.C.         | * 1994–2009 * |
| 11           | Lotohaʻapai United | 1998–2008     |
| 11           | Nauti FC           | 1980–1990     |
| 10           | Nauti FC           | 2007–2016     |
| 9            | Titikaveka FC      | 1971–1979     |
| 8            | AS Central Sport   | 1972–1979     |
| 8            | Hekari United FC   | 2006–2014     |

| Pokalsiege | Klub       | Zeitraum  |
| ---------- | ---------- | --------- |
| 6          | Avatiu FC  | 1992–1997 |
| 6          | AS Magenta | 2000–2005 |

In der Saison 2008/09 Wechsel in den Frühjahrs-/Herbstrhythmus.